# Alta Via Sacra
Alta Via Sacra (em latim: Sacra via summa) é um trecho da Via Sacra no Fórum Romano, entre a curva do monte Vélia (a colina que ligava o Palatino ao Esquilino, hoje praticamente toda ocupada pela Basílica de Maxêncio) até a Régia.

## História
A estrada era inteiramente pavimentada em basalto, ainda visível no nível do começo do período imperial, anterior à reconstrução de Nero depois do Grande Incêndio de Roma (64), quando ela foi repavimentada. Este segundo pavimento foi novamente trocado na Idade Média, foi rudemente removido durante as escavações no local no século XIX durante as quais os edifícios vizinhos, do período imperial, também foram demolidos. Apenas uns poucos trechos sobreviveram de forma espaçada. A consequência destas desastrosas escavações é que muitos dos edifícios posteriores, como o Arco de Tito, o Templo do Divino Rômulo e a Basílica de Maxêncio, tem suas fundações expostas hoje em dia.
O nível da rua durante o período medieval pode ser inferido a partir de um pórtico localizado mais adiante, no lado esquerdo da Via Sacra.